# Рутківський Володимир Григорович
Володи́мир Григо́рович Руткі́вський (18 квітня 1937, с. Хрестителеве, Чорнобаївський район, Черкаська область — 31 жовтня 2021, Одеса) — український поет, прозаїк, дитячий письменник, новинар. Серед найвідоміших творів автора фентезі роман «Сторожова застава» та тетралогія «Джури» про пригоди козаків-характерників Швайки, Грицика та Санька.
Мешкав та працював в Одесі.

## Життєпис

### Ранні роки
Володимир Рутківський народився 18 квітня 1937 року в селі Хрестителеве Чорнобаївського району Черкаської області. Закінчив хіміко-технологічний факультет Одеський політехнічний інститут (навчався у 1955—1959 роках), а згодом у 1975 — вищі літературні курси при Літературному інституті ім. Максима Горького.
У 1960-х роках працював апаратником на Одеському суперфосфатному заводі (у 1960—1966 роках). Надалі став працювати новинарем, зокрема кореспондентом одеських газет «Январец» та «Трибуна студента» (у 1967—1968 роках). Пізніше став редактором Одеського обласного радіо (у 1968—1973 роках), а згодом штатним сценаристом Одеської кіностудії (у 1978—1979 роках). У 1981 став інженером Одеського заводу «Мікрон» і пропрацював там до 1984 року. У 1991 році став завідувачем відділом одеської обласної газети «Одеські вісті» та пропрацював там до 2001 року.

### Літературна кар'єра
Друкуватися Рутківський почав 1959 року. У 1969 році став членом, а у 1986 році відповідальним секретарем Одеської обласної організації НСПУ. Рутківський був відповідальним секретарем Одеської обласної організації НСПУ з 1986 по 1989 рік та згодом знову у 2003 році.
За радянських часів зазнавав неодноразових звинувачень в українському націоналізмі, його твори відмовляли друкувати в єдиному на той час дитячому видавництві України «Веселка», проте в перекладі російською приймали до друку у видавництвах Москви.
Широке визнання в незалежній Україні Рутківському принесла пригодницька тетралогія про джур, видана видавництвом А-ба-ба-га-ла-ма-га: «Джури козака Швайки» (2007), «Джури-характерники» (2009), «Джури і підводний човен» (2010). В 2014—2015 роках вийшла незапланована четверта частина під назвою «Джури і Кудлатик», а тому трилогія стала тетралогією.
У 2011 році Володимир Рутківський став лауреатом премії «Книга року Бі-Бі-Сі» за двотомний історичний роман «Сині Води»..
9 лютого 2012 року було оголошено список переможців Шевченківської премії 2012. Володимир Рутківський переміг у номінації «Література» за історичну трилогію для дітей «Джури» («Джури козака Швайки», «Джури-характерники», «Джури і підводний човен», 2007—2010 рр.)..
З 2013 року Рутківський очолював журі створеного у 2013 році одеського літературного конкурсу «Корнейчуковська премія».
У 2022 році у Видавництві Старого Лева вийшла посмертно дотепна повість «Злюще цапище».

## Вибрана бібліографія
Творчість письменника складається з його дорослої поезії та дитячих романів. Літературну діяльність Володимир Рутківський розпочинав як поет і згодом сконцентрувався на дитячій прозі.

### Поезія
- «Краплини сонця» (збірка віршів, 1966 рік),
- «Плоти» (збірка віршів, 1968 рік),
- «Повітря на двох» (1973 рік),
- «Відчиніть Богданкове вікно» (збірка віршів, 1974 рік),
- «Рівновага» (збірка віршів, 1976 рік),
- «Знак глибини» (збірка віршів,1987 рік),
- «Вереснева зоря» (збірка віршів,1989 рік), — збірка поезії болгарських та українських поетів; пер. з болг. Василь Моруга
- «Одеське літературне віче» (антологія поезії, 2004 рік).
- «День живої води» (збірка віршів, 2005 рік).

### Дитяча проза
Пригодницька дилогія «Ганнуся» про пригоди Ганнусі
- № 1 «Канікули у Воронівці» (повість-роман, 1989 рік, Одеса: Маяк), — вперше надруковано в російському перекладі під назвою «Аннушка» у 1977 році в московському видавництві «Детская литература»,
  - (перероблена та оновлена версія «Канікули у Воронівці») «Ганнуся» (повість-роман, 2012 рік, Львів: ВСЛ)
- № 2 «Намети над річкою», (повість-роман, 1989 рік, Одеса: Маяк),
  - (перероблена та оновлена версія «Намети над річкою») «Ганнуся. У гості до лісовика» (повість-роман, 2014 рік, Львів: ВСЛ)

Історичний роман «Сині Води»
- «Сині Води» (історичний роман у трьох книгах (скорочена версія роману), 2004 рік; Київ: Зелений пес)
  - Двобій з тінню (2004)
  - Вогонь до вогню (2004)
  - Стріли під сонцем (2004)
- «Сині Води» (історичний роман у двох книгах (повна версія роману), 2011 рік; Київ: Темпора), — у 2015 також вийшла скорочена версія двотомної версії «Сині Води» однією книгою у тернопільському видавництві «НК-Богдан»,
  - Князь бродників (2011)
  - Стріли впритул (2011)
- «Сині Води» (історичний роман однією книгою (повна версія роману), 2019 рік; Київ: АБАБАГАЛАМАГА)

Пригодницька тетралогія про козаків-Джурів
- № 1 «Джури козака Швайки» (роман, 2007 рік, Київ: АБАБАГАЛАМАГА),
- № 2 «Джури-характерники» (роман, 2009 рік), Київ: АБАБАГАЛАМАГА),
- № 3 «Джури і підводний човен» (роман, 2010 рік, Київ: АБАБАГАЛАМАГА)
- № 4 «Джури і Кудлатик» (роман, 2015 рік, Київ: АБАБАГАЛАМАГА);

Казкова трилогія
- № 1 «Бухтик з тихого затону», (повість-роман, 1988 рік, Київ: Веселка) — вперше надруковано в російському перекладі під назвою «Бухтик из тихой заводи» у 1981 році в московському видавництві «Детская литература»;
  - (друге видання оригіналу українською) «Друзі з лісової заплави» (повість-роман, 1991 рік, Одеса: Маяк — частина збірки «Завтра океан»)
  - (перероблена та оновлена версія) «Бухтик з тихого затону» (повість-роман, 2012 рік, Київ: АБАБАГАЛАМАГА)
- № 2 «Гості на мітлі» (повість-роман, 1988 рік, Київ: Веселка),[7]
  - (перероблена та оновлена версія) «Гості на мітлі» (повість-роман, 2016 рік, Львів: ВСЛ)
- № 3 «Щирик зі Змієвої гори» (2018, Львів: ВСЛ)

Позасерійні романи та повісті
- «Сторожова застава» (роман-легенда, 1991 рік, журнал «Однокласник»)
- «Слуга баби-Яги» (1993, Одеса: САМ);
- «Потерчата». (автобіографічна повість-роман, 2013 рік, НК-Богдан)[8], — вперше надруковано у 2008 році в одеському видавництві «Астропринт;
- «Злюще цапище», 2022, Видавництво Старого Лева.

Інше
Рутківський також автор збірки нарисів про одеський завод прецизійних верстатів ім. XXV з'їзду КПРС під назвою „Земля мастеров“ (укр. Земля майстрів; російською, 1985 рік, Одеса: Маяк). Крім того він є автором п'єси-казки „Пришельці“ також відомої як „Прибульці“ (вистава за п'єсою-казкою Рутківського вперше поставлена в Одеському театрі юного глядача у 1993 році).

## Екранізації творів

### Екранізація тетралогії „Джури“
У 2016 році українсько-російська група компаній „Star Media“ розпочала роботу над новим повнометражним історично-пригодницьким фільмом „Джури козака Швайки“ в жанрі історичний екшн з елементами містики й детективу за мотивами однойменного роману Володимира Рутківського. Сценарій разом з Рутківським написала відома авторка детективів і сценарист Ірен Роздобудько. Режисер-постановник стрічки — Анатолій Григор'єв, продюсери Галина Храпко та Влад Ряшин, оператор-постановник Олександр Кришталович. Зйомки планувалися у багатьох мальовничих куточках України – Витачів (Обухівський район Київської області), гранітно-степове Побужжя (унікальні козацькі землі), національний природний парк „Бузький Гард“, Миколаївський природний парк, Карпатський національний природний парк. Основною локацією мав стати Нижньосульський національний природний парк. Фільм брав участь у дев'ятому конкурсному відборі кінопроєктів Держкіно, що розпочався 21 червня 2016 року, але у підсумку стрічка не стала переможцем у Дев'ятому конкурсному відборі Держкіно, набравши 29.17 бали (при необхідних 35 і більше для перемоги у пітчінгу).

### Екранізація романа „Сторожова застава“
У 2013 році кінопроєкт за романом Володимира Рутківського „Сторожова застава“ переміг у 5-му конкурсі Державного агентства з питань кіно, отримавши часткове фінансування. Прем'єра стрічки відбулася у жовті 2017 року в Україні. Режисером фільму став Юрій Ковальов, сценарій написав відомий український дитячий письменник Сашко Дерманський та кіносценарист Ярослав Войцешек..

## Нагороди і премії
- Літературна премія імені Миколи Трублаїні за роман Сторожова застава (1992)[6]
- Премія імені Лесі Українки за роман Сторожова застава (2002)[6]
- Літературна премія «Звук павутинки» імені Віктора Близнеця за роман-трилогію «Сині Води» (2005)[13][6][14]
- Книга року Бі-Бі-Сі за роман-трилогію «Сині Води» (2011)[6]
- Національна премія України імені Тараса Шевченка за напрямом „Література“ за трилогію[15] «Джури» (2012)[6]
- Внесено до Почесного списку ІВВY (IBBY Honour List) 2018[16] року за книгу "Гості на мітлі" (Видавництво Старого Лева, 2018)

## Вшанування памʼяті
26 липня 2024 року розпорядженням Голови Одеської ОВА колишня вулиця Віри Інбер перейменована на вулицю Володимира Рутківського  .